# Delice Irmağı
La Delice Irmağı ou Delice Çayı (en turc : rivière de Delice ; en grec : Cappadox, Καππαδόξ)  est une rivière d'Anatolie. Elle coule dans le nord de la Cappadoce historique et se jette dans le Kızılırmak en rive droite.

## Géographie
Le confluent est à la limite des provinces de Çorum et de Çankırı. Son cours supérieur est dans la province de Yozgat, il est formé de deux branches la Karasu Çayı (en turc : rivière de l'eau noire) coupée par le barrage d'Uzunlu et la rivière Kanak Çayı qui confluent à Şefaatli dans la province de Yozgat.

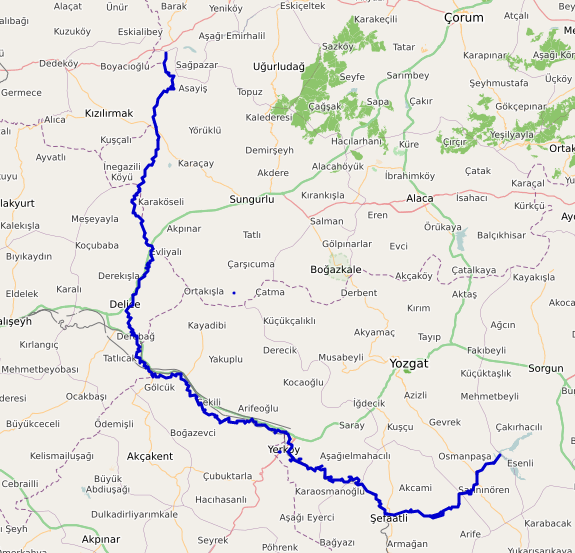
Cours de la rivière.